# Klaus Behrens

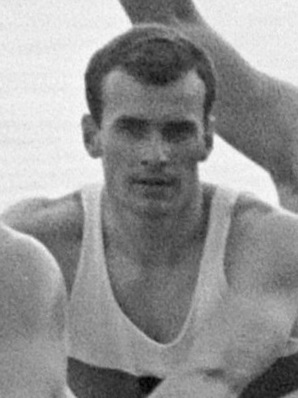
Klaus Behrens (1964)

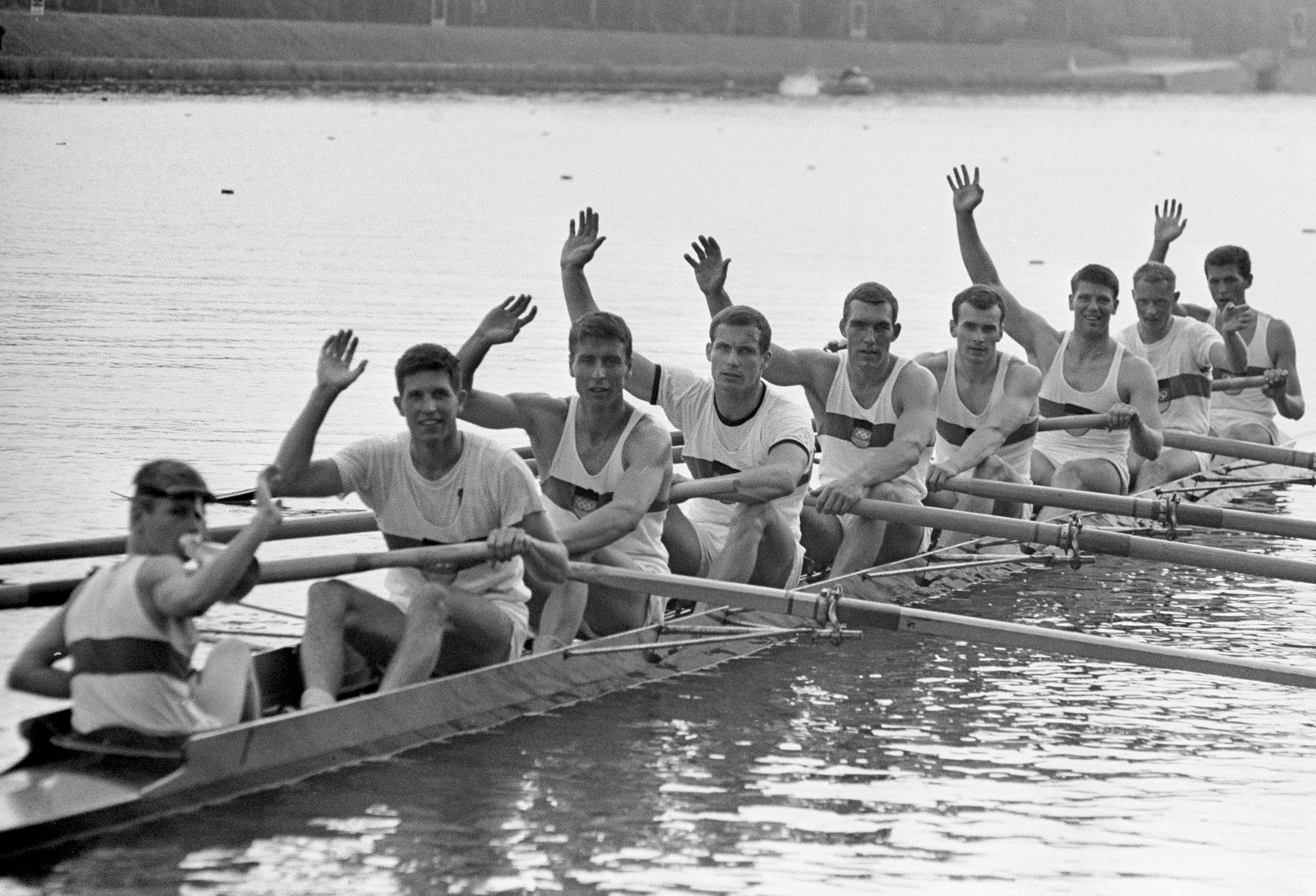
Die Europameister von 1964, Klaus Behrens ist Vierter von rechts

Klaus Behrens (* 3. August 1941 in Ratzeburg; † 19. September 2022 in Frankfurt am Main) war ein deutscher Ruderer. 1964 wurde er Olympiazweiter im Achter.

## Leben
Der Ruderer vom Ratzeburger Ruderclub gehörte von 1962 bis 1965 zum von Karl Adam trainierten Deutschland-Achter. Bei den auf dem Rotsee bei Luzern ausgetragenen ersten Ruder-Weltmeisterschaften siegte der Achter in der Besetzung Horst Meyer, Jürgen Plagemann, Klaus Aeffke, Klaus Behrens, Hans-Jürgen Wallbrecht, Karl-Heinrich von Groddeck, Ingo Kliefoth, Bernd Kruse und Steuermann Thomas Ahrens vor den Booten aus der Sowjetunion und aus Frankreich. 1963 gewann das Boot in der gleichen Besetzung bei den Europameisterschaften in Kopenhagen vor den Booten aus der Sowjetunion und aus der Tschechoslowakei.
1964 wurden Kliefoth und Kruse durch Klaus Bittner und Jürgen Schröder ersetzt. In der geänderten Besetzung siegte das Boot bei den Europameisterschaften in Amsterdam vor den Booten aus der Sowjetunion und aus Jugoslawien. Bei den Olympischen Spielen 1964 in Tokio gewann der deutsche Achter seinen Vorlauf vor den Booten aus den USA, aus Italien und aus Jugoslawien, die Boote aus der Tschechoslowakei und aus der Sowjetunion gewannen die anderen beiden Vorläufe. Über die Hoffnungsläufe erreichten das Boot aus den USA, sowie die Italiener und die Jugoslawen ebenfalls das Finale. Hatten die Deutschen im Vorlauf das Boot aus den USA um 28 Hundertstelsekunden geschlagen, so distanzierten die Amerikaner die Deutschen im Finale gleich um fünf Sekunden, hinter den USA und Deutschland gewann das Boot aus der Tschechoslowakei die Bronzemedaille.
Bei den Europameisterschaften 1965 trat das deutsche Boot in der Besetzung Horst Meyer, Dirk Schreyer, Christian Prey, Klaus Behrens, Dagobert Thometschek, Jürgen Schröder, Hans-Jürgen Wallbrecht und Klaus Aeffke an, neuer Steuermann war Peter Niehusen. Dieses Boot gewann vor den Booten aus der Sowjetunion und den Gaststartern aus den Vereinigten Staaten, in deren Boot noch fünf Ruderer aus dem Olympiasiegerboot von 1964 saßen.
Bereits am 11. Juli 1963 wurde er mit dem Silbernen Lorbeerblatt ausgezeichnet.
Nach diesen Europameisterschaften wurde das Boot völlig neu besetzt, nur Meyer, Schreyer und Niehusen gehörten 1966 zu der Crew, die in Bled den Weltmeistertitel gewann. Klaus Behrens beendete seine Sport-Karriere nach einer olympischen Silbermedaille, einem Weltmeistertitel und drei Europameistertiteln. Nach Abschluss eines Medizin-Studiums wurde er praktizierender HNO-Arzt.
Behrens starb 2022 im Alter von 81 Jahren und wurde in Ober-Ramstadt beigesetzt.